# Giovanni Trevisan
Giovanni Trevisan (Venezia, 13 luglio 1503 – Venezia, 3 agosto 1590) è stato un abate e patriarca cattolico italiano.

## Biografia
Di famiglia patrizia, nacque da Paolo di Andrea Trevisan e da Anna di Giovanni Emo.
Entrò nell'Ordine benedettino e, dopo la laurea in utroque iure presso l'università di Padova, divenne abate del monastero di San Cipriano di Murano, succedendo all'omonimo zio paterno che aveva rinunciato al titolo. Durante la sua gestione il cenobio subì alcuni restauri e venne ampliato con la costruzione di una grande cappella laterale.
Il 10 dicembre 1559, morto il patriarca di Venezia Vincenzo Diedo, il Senato elesse Trevisan suo successore. La scelta fu convalidata da papa Pio IV il 14 febbraio 1560, che contestualmente gli confermò il possesso ad personam di San Cipriano.
L'elezione del Trevisan, primo religioso dopo una serie di prelati laici scelti tra esponenti della politica, fu in realtà un compromesso per ottenere dal pontefice l'ufficializzazione di una tradizione ormai radicata, e cioè la scelta del patriarca da parte del governo della Serenissima. Il riconoscimento, come forma di giuspatronato, avvenne tramite una bolla del 15 settembre 1561.
Dopo anni di divergenze, la Serenissima e la Santa Sede trovarono un momento di sintonia. Venezia poté partecipare direttamente alla fase finale del Concilio di Trento, attraverso la nomina del suo cardinale Bernardo Navagero a presidente dell'assemblea. Lo stesso Trevisan fu coinvolto nei lavori: propose di inserire l'episcopato tra gli ordini, partecipò al dibattito sui matrimoni clandestini e sottoscrisse la riforma dell'Indice dei libri proibiti.
Tornato nella propria sede, volle mettere in pratica i dettami del concilio e convocò dei sinodi diocesani (1564, 1571 e 1578) in cui si occupò di disciplinare il clero: ai sacerdoti venne vietato di affittare immobili a persone disoneste, di giocare d'azzardo, di frequentare taverne, di ballare e di indossare vesti colorate; inoltre, dovevano portare una tonsura ben evidente e tenere perpetue di indubbia moralità. In realtà si trattava di norme non nuove rispetto ai sinodi precedenti e che comunque trovarono scarsa applicazione.
L'unico evento di un certo rilievo che segnò il suo episcopato fu l'istituzione del seminario. Sin dal 1563 Pio IV ne aveva caldeggiato la fondazione al patriarca, ma a causa dei mezzi necessari e della contrarietà di Senato e clero l'appello era caduto nel vuoto. La questione fu riproposta più tardi da Gregorio XIII, preoccupato per l'ignoranza e la rilassatezza dei preti veneziani, nonché per la tolleranza nei confronti dei mercanti tedeschi di confessione protestante. Inviò quindi in laguna il cardinale Federico Borromeo, il quale, scrivendo poco dopo al proprio segretario, addossava la responsabilità della situazione al Trevisan che, pur non avendo cattiva fede, era sostanzialmente un buono a nulla. Il Borromeo invitò il pontefice a inviare un visitatore apostolico: fu scelto Alberto Bolognetti con il supporto, per non creare tensioni con il governo, dei vescovi veneti Federico Corner e Agostino Valier.
Finalmente, il 23 gennaio 1581, fu aperto il seminario patriarcale, inizialmente presso la chiesa di San Geremia, poco dopo nel monastero di San Cipriano di cui il Trevisan continuava ad essere titolare. Fu preceduto da un'analoga iniziativa del Senato che, il 23 aprile 1579, aveva istituito il seminario ducale per la formazione del clero destinato alla basilica di San Marco (sottratta all'autorità patriarcale perché cappella palatina annessa al palazzo Ducale).
Negli stesso periodo fu organizzata la visita apostolica dei vescovi Lorenzo Campeggi, successore del Bolognetti, e Valier. I rapporti tra Venezia e Santa Sede erano tornati a peggiorare per l'acutizzarsi delle posizioni anticuriali portate avanti dai "giovani" del Senato; il Trevisan sposò questa politica e quando i due visitatori si presentarono alla cattedrale di San Pietro, il 26 maggio 1581, non si fece trovare. Nel successivo interrogatorio diede risposte vaghe e laconiche: riferì che una visita pastorale non era necessaria viste le scarse dimensioni della diocesi; che nella cattedrale faceva predicare solo in rare occasioni perché in posizione periferica e poco frequentata; che aveva delegato al popolo l'elezione dei parroci per rispettarne le tradizioni.
Naturalmente, i due vescovi non furono soddisfatti della sua condotta e l'11 agosto 1581 emanarono delle disposizioni in cui ribadivano la necessità di applicare i decreti tridentini, in particolare riguardo alle visite pastorali, alla predicazione domenicale e al controllo sulla vita del clero.
Nel 1587 tentò, senza successo, di trasmettere il titolo di abate di San Cipriano al nipote Giovanni Emo; riuscì però a portarla sotto il diretto controllo del patriarcato. Nello stesso anno pubblicò le Constitutiones et privilegia patriarchatus et cleri Venetiarum dove si recuperano le costituzioni degli antichi sinodi veneziani senza fare alcuna menzione alle norme tridentine.
Per il resto, il suo patriarcato si svolse entro i limiti dell'ordinario: consacrò chiese e altari, si recò a Roma per il giubileo del 1575, partecipò alla traslazione del corpo di santo Stefano dalla vecchia chiesa di San Giorgio Maggiore alla nuova basilica palladiana. Morì dopo quattro mesi di malattia e fu inumato in un sepolcro, che si era preparato lui stesso da tempo, presso l'altare di San Giovanni della cattedrale di San Pietro.

## Genealogia episcopale e successione apostolica
La genealogia episcopale è
- Cardinale Pier Francesco Ferrero
- Patriarca Giovanni Trevisan, O.S.B.

La successione apostolica è:
- Vescovo Biagio Sideneo (1568)
- Arcivescovo Lorenzo Vitturi (1577)
- Vescovo Giovanni Ingenerio (1577)
- Arcivescovo Annibale di Capua (1578)
- Vescovo Carlo Pisani (1579)
- Vescovo Lorenzo Campeggi (1582)
- Patriarca Francesco Barbaro (1586)